# 瓦利斯普林斯 (阿肯色州)
瓦利斯普林斯（英語：Valley Springs）是一個位於美國阿肯色州布恩縣的城鎮。根據2020年美國人口普查，該地人口為183人，而該地的面積約為1.33平方千米。

## 地理
瓦利斯普林斯的座標為36°09′17″N 92°59′29″W / 36.15472°N 92.99139°W，而該地的平均海拔高度為331米（即1086英尺）。